# Vida Yeboah
Vida Amaadi Yeboah (1944-2006) là một cựu nhà giáo dục, chính trị gia và nhà lãnh đạo dân sự Ghana. Thứ trưởng Bộ Giáo dục và Văn hóa từ năm 1988 đến 1993, Yeboah đã giúp thành lập Diễn đàn dành cho các nhà giáo dục phụ nữ châu Phi (FAwe) năm 1992. Được bầu làm thành viên quốc hội năm 1992, Yeboah trở thành thành viên của chính phủ Jerry Rawlings, làm bộ trưởng du lịch từ 1997 đến 2001.

## Đời sống
Via Yeboah sinh ngày 27 tháng 7 năm 1944 tại làng gia đình của bà ở khu vực phía Đông, con gái của Kate Oye Ntow Ofosu và Eric Perigrino Nelson. Bà được giáo dục tại Trường trung học nữ Wesley trước khi lấy bằng cử nhân tiếng Pháp từ Đại học Ghana. Sau đó, bà học thạc sĩ bằng tiếng Pháp tại Đại học Bordeaux ở Pháp và bằng tốt nghiệp sau đại học về giáo dục của Đại học Cape Coast. Bà đã dạy mười bốn năm tại các trường nữ ở Ghana, trở thành hiệu trưởng của Trường trung học nữ Mfantsiman, trước khi được bổ nhiệm làm Phó thư ký giáo dục năm 1985.
Từ 1988 đến 1993 Vida Yeboah là Thứ trưởng Bộ Giáo dục và Văn hóa. Yeboah đã đại tu hệ thống giáo dục mầm non, tăng tỷ lệ đi học cho nữ. Năm 1992, bà đồng sáng lập Diễn đàn dành cho các nhà giáo dục phụ nữ châu Phi với bốn bộ trưởng giáo dục phụ nữ châu Phi khác: Fay Chung ở Zimbabwe, Simone Testa ở Seychelles, Paulette Moussavon-Missambo ở Gabon và Alice Tiendrebengo ở Burkina Faso.
Trong cuộc bầu cử quốc hội Ghana năm 1992, Yeboah đã được bầu làm nghị sĩ cho Akwapim South, và bà đã được bầu lại với 48% số phiếu trong cuộc bầu cử năm 1996. Từ năm 1993 đến khoảng năm 1997, bà là Bộ trưởng không có Danh mục đầu tư trong Văn phòng Tổng thống. Từ 1997 đến 2001, bà là Bộ trưởng Bộ Du lịch, một vị trí bộ trưởng ngoài Nội các.

## Giải thưởng và chứng nhận
Vida Yeboah được nhớ đến như một trong bốn người sáng lập Diễn đàn dành cho các nhà giáo dục phụ nữ châu Phi (FAwe) Chương của Ghana.